# Gustav Obermair
Gustav Max Obermair (* 17. Juli 1934; † 1. Oktober 2019 in Swakopmund, Namibia) war ein deutscher theoretischer Physiker mit den Schwerpunkten Festkörperphysik, nichtlineare Dynamik und Chaos.

## Leben und physikalisches Werk
Angeregt durch seine Eltern und seinen Mathematik- und Physiklehrer Zeitlhack (ein Student Sommerfelds) studierte Gustav Obermair ab 1952 Physik an der LMU in München. Seine Diplomarbeit über spezielle Probleme des Ferromagnetismus (Lorentz-Mikroskopie) schrieb er bei Rollwagen, einem Experimentalphysiker. Im Anschluss promovierte er bei Sommerfelds Nachfolger Fritz Bopp mit einer Arbeit zur Theorie des Ferromagnetismus (1961–63). Danach ging er als Assistent an die Technische Universität München (1964–67), wo er 1966 Gregory Wannier kennen lernte, seinen späteren „großen Meister, Anreger, Freund und Mentor“. Dieser holte ihn 1967 als Postdoctoral Fellow nach Eugene an die University of Oregon. Ab Sommer 1968 ging Obermair für gut zwei Jahre als Assistant Professor und zuletzt Associate Professor an die University of Pittsburgh (bis 1970). Aus dieser Zeit stammt Obermairs meistzitierte Arbeit über Polaritonen an Oberflächen. Zum Wintersemester 1970/71 nahm er schließlich einen Ruf als Professor an die Universität Regensburg an. Aufgrund der damaligen Drittelparität in den Universitätsgremien wurde Obermair 1971 (für manche überraschend) mit einer Mehrheit von einer Stimme als Rektor der Universität gewählt. Um seine Wahl warb er mit seinem Ziel einer „Demokratisierung der Wissenschaft“ und der „Entwicklung von Utopien“ als deren Aufgabe. 1972 wurde er für ein weiteres Jahr im Amt bestätigt.
Im Wintersemester 1974/75 besuchte Wannier Obermairs Arbeitsgruppe zusammen mit seinem Doktoranden Douglas Hofstadter. In diese Periode fällt Hofstadters Entdeckung des nach ihm benannten „Schmetterlings“, einer fraktalen Struktur im Energiespektrum von Elektronen in ebenen Gitterstrukturen bei Anwesenheit eines Magnetfeldes. Der dabei benutzte HP 9820A Tischcomputer erlangte eine gewisse Berühmtheit: Obermairs Frau taufte ihn „Rumpelstilzchen“, weil er (wie in Grimms Märchen) über Nacht „Gold spann“, d. h. wertvolle (wissenschaftliche) Ergebnisse produzierte.
Zusammen mit Wannier, Hofstadter und seinem Assistenten Alexander Rauh (später Professor an der Universität Oldenburg) forschte Obermair weiter zu Bloch-Elektronen. Wichtige Arbeiten erschienen um 1980 basierend auf der Promotion von Hans-Joachim Schellnhuber, der sich später in der Klimaforschung einen Namen machte. In den 1980er Jahren wandte sich Obermair der Chaos-Forschung und der nichtlinearen Dynamik zu, in Zusammenarbeit (unter anderem) mit Theo Geisel. Unter Berufung auf seinen Doktorvater Bopp und dessen vielfältige Interessen dehnte Obermair seine physikalische Forschung schließlich auf Grundlagenprobleme der Quantenmechanik aus. 2002 wurde er mit Beendigung seines 100. Universitätssemesters emeritiert. Die Universität Regensburg führt insgesamt 22 von Obermair betreute Promotionen an, die letzte davon im Jahre 2004. Seinen Lebensabend verbrachte er in Swakopmund, Namibia, wo er zeitweise als Chairperson der Swakopmund Arts Association fungierte und schließlich 2019 verstarb.

## Umweltforschung und Ökonomie
Obermair war ein früher Advokat der Windenergie in Deutschland. Im Jahre 1980 verfasste er als Koautor (zusammen mit den Wirtschaftswissenschaftlern L. und A. Jarass und L. Hoffmann) eine Studie im Auftrag der IAE zum Thema Integration of Wind Power into National Electricity Supply Systems. Diese erschien 1981 als Buch unter dem Titel Wind Energy im Springer-Verlag (neue Auflage 2014). Weitere Veröffentlichungen im Rahmen dieser Studie fassen zwei Arbeitstreffen zusammen, 1981 in Regensburg und 1982 in Jülich. In seinem Jülicher Vortrag verglich Obermair experimentelle Winddaten aus Ostfriesland mit ebensolchen aus der Nähe von Regensburg. Im Jahr 1985 folgte ein weiteres Buch zu Hochspannungsleitungen, das sich auf damalige Proteste gegen unerwünschte Trassenplanungen bezog.
Mit dem Ökonomen Lorenz Jarass arbeitete Obermair zeitlebens zu Umwelt- und Steuerthemen zusammen. Im Steuerbereich nutzte er seine Expertise zur statistischen Analyse von Steuerdaten. Darauf basierend entwickelten Jarass und Obermair Empfehlungen zur Staatsfinanzierung und zur fairen Besteuerung von Unternehmen.

## Politisches Engagement
Obermair war Mitglied der SPD sowie langjähriger Vertrauensdozent der gewerkschaftsnahen Hans-Böckler-Stiftung und machte auch während seines Rektorats aus seinen linken Überzeugungen keinen Hehl. So organisierte er zusammen mit seinem ersten Doktoranden, Luis Carlos de Menezes (Promotion 1974, später Professor an der Universität Sao Paulo), ein Seminar mit dem Titel Das Projekt des Imperialismus. Das historische Lexikon Bayerns schreibt zu dieser Phase von Obermairs Vita:
Die Jahre 1971 bis 1973 waren daher die eigentlich revolutionäre Zeit an der Universität Regensburg, auch wegen der überraschenden Wahl des in der damals politisch überhitzten Stimmung als Marxist verschrienen Physikers Gustav Obermair (1934-2019) zum Rektor.
Der Spiegel berichtet in seiner Ausgabe 1/2 von 1974, dass Obermair aus der SPD ausgeschlossen werden sollte, weil er zusammen mit DKP-Mitgliedern einen Aufruf gegen den „Vormarsch der Reaktion“ in Chile unterzeichnet hätte. Dazu schrieb Obermair in einem Leserbrief:
Ich bezeichne mich nicht als „linker Sozialist“. Ich selbst und andere, zum Beispiel „linke Sozialisten“, nennen mich stets zutreffend einen linken Sozialdemokraten. Es ist falsch, daß ich als Rektor der Universität Regensburg „marxistische Grundkurse einführen wollte“. Richtig ist vielmehr, daß ich die von meinem Rektorat und von Universitätsgremien korrekt beschlossenen Kurse als Rektor pflichtgemäß, aber vergeblich, gegen die zumindest teilweise fachaufsichtlichen Eingriffe des Kultusministeriums verteidigt habe.
Während der Friedensbewegung in den frühen 1980er Jahren sprach Obermair wiederholt auf Kundgebungen und nahm an Podiumsdiskussionen zum Thema teil. Er sprach sich gegen die Nutzung der Kernenergie aus und war Gegner der geplanten Wiederaufbereitungsanlage (WAA) in Wackersdorf.

## Veröffentlichungen (Auswahl)

### Zeitschriftenartikel
- G.D. Mahan and G. Obermair: Polaritons at surfaces. In: Physical Review. 183. Jahrgang, Nr. 3, 1969, S. 834–841, doi:10.1103/PhysRev.183.834 (englisch).

- A. Rauh, G.H. Wannier, and G. Obermair: Bloch electrons in irrational magnetic fields. In: Physica Status Solidi B. 63. Jahrgang, Nr. 1, 1974, S. 215–229, doi:10.1002/pssb.2220630121 (englisch).

- H.J. Schellnhuber and G.M. Obermair: First-principles calculation of diamagnetic band structure. In: Physical Review Letters. 45. Jahrgang, Nr. 4, 1980, S. 276–279, doi:10.1103/PhysRevLett.45.276 (englisch).

- T. Geisel, J. Wagenhuber, P. Niebauer, and G. Obermair: Chaotic dynamics of ballistic electrons in lateral superlattices and magnetic fields. In: Physical Review Letters. 64. Jahrgang, Nr. 13, 1990, S. 1581–1584, doi:10.1103/PhysRevLett.64.1581 (englisch).

### Bücher
- 1981: L. Jarass, L. Hoffmann, A. Jarass, and G. M. Obermair: Wind Energy. An Assessment of the Technical and Economic Potential. A Case Study for the Federal Republic of Germany, commissioned by the International Energy Agency, Springer-Verlag, Berlin, Heidelberg 1981, ISBN 978-3-642-88709-3
- 1985: G. M. Obermair, L. Jarass, D. Gröhn, Hochspannungsleitungen. Technische und wirtschaftliche Bewertung von Trassenführung und Verkabelung, Springer-Verlag, Berlin 1985, ISBN 978-3-540-13965-2
- 2005: L. Jarass, G. M. Obermair: Steigende Dividenden, sinkendes Steueraufkommen. Eine Analyse der DAX30-Geschäftsberichte 1996–2002 unter Berücksichtigung der Volkswirtschaftlichen Gesamtrechnung. Metropolis-Verlag, Marburg 2005, ISBN 3-89518-450-0
- 2009: L. Jarass, G. M. Obermair, W. Voigt: Windenergie – Zuverlässige Integration in die Energieversorgung. Springer, Berlin 2009, ISBN 978-3-540-85252-0.
- 2012: L. Jarass, G. M. Obermair: Welchen Netzumbau erfordert die Energiewende?, MV-Verlag, Münster 2012, 280 Seiten, ISBN 978-3-86991-641-5
- 2012 L. Jarass, G. M. Obermair: Steuermaßnahmen zur nachhaltigen Staatsfinanzierung, MV-Verlag, Münster 2012, 132 Seiten, ISBN 978-3-86991-466-4
- 2014 L. Jarass, G. M. Obermair: Faire und effiziente Unternehmensbesteuerung: International geplante Maßnahmen und national umsetzbare Reformvorschläge gegen Gewinnverkürzung und Gewinnverlagerung, MV-Verlag, Münster 2014, 204 Seiten, ISBN 978-3-95645-334-2